# Urochloa trichopodioides
Urochloa trichopodioides là một loài thực vật có hoa trong họ Hòa thảo. Loài này được (Mez & K.Schum) S.M.Phillips & S.L.Chen mô tả khoa học đầu tiên năm 2003.